# Kladenské Rovné
Kladenské Rovné (německy Ruben) je malá vesnice, část obce Kájov v okrese Český Krumlov. Nachází se asi 3 km na jihozápad od Kájova. Prochází zde silnice I/39. Je zde evidováno 36 adres.
Kladenské Rovné je také název katastrálního území o rozloze 3,53 km².

## Historie
První písemná zmínka o vesnici pochází z roku 1300.

### Historie zaniklé tvrze
Tvrz Kladenské Rovné (původně tvrz Rovné) byla postavena během 12. století. Již v roce 1300 se zmiňuje její majitel Bušek z Rovného, který se psal také Bušek z Harrachu. Ten byl jejím majitelem do roku 1322. V roce 1346 je zmiňován Litvin z Rovného a v roce 1372 Jan z Boru, který se také psal z Rovného. Dalším majitelem byl Buzek Harachéř z Rovného, v letech 1422 ž 1425 purkrabí v Krumlově (naposled je zmiňován v roce 1443); za jeho držení husité Rovné vypálili. V druhé polovině 15. století bylo Rovné ve vlastnictví vladyků z Nemyšle. V roce 1487 Petr z Rožmberka jako poručník sirotků po Ondřeji z Nemyšle prodal Rovné svému kancléři Václavovi, kterému král Vladislav Jagelonský dne 3. března 1488 udělil erb a povýšil ho do šlechtického stavu s tím, že se pak kancléř nazýval Václav z Rovného. Ten dne 12. března 1506 daroval Rovné opatu Tomášovi III. a celému konventu kláštera ve Vyšším Brodě.

## Kulturní památka
Dům čp. 26 (bývalá myslivna) je kulturní památka rejstříkové číslo: 14596/3-1441. Součástí tohoto domu je zdivo původní gotické věže tvrze.